# Georgeta Năpăruș
Georgeta Năpăruș (ur. 23 października 1930 w Comarnic, zm. 9 lipca 1997 w Bukareszcie) – rumuńska malarka.

## Życiorys
Była córką urzędnika Vasile Năpărușa i Angeli. W 1957 ukończyła studia w Instytucie Sztuk Pięknych Nicolae Grigorescu. Studiowała pod kierunkiem Coriny Lecca i Titiny Călugăru. Jej pracą dyplomową był obraz Țesătoare de covoare (Tkacz dywanów). Była dwukrotnie mężatką (po rozwodzie z Petre Sava Băleanu wyszła za malarza Octava Grigorescu, z którym była związana do jego śmierci).

## Twórczość
Była jedną z pierwszych artystek rumuńskich, które dzięki destalinizacji pod koniec lat 50. odeszły od wzorca socrealistycznego, inspirując się nowoczesnymi kierunkami w malarstwie zachodnioeuropejskim i rumuńską sztuką ludową. Po raz pierwszy zaprezentowała publicznie swoje obrazy w 1966 na wystawie artystów rumuńskich, prezentowanej w Budapeszcie i Belgradzie. Pierwszą wystawę indywidualną prac artystki otwarto w 1976, w muzeum w Oradei. Kolejne wystawy prac Georgety Năpăruș mogli obejrzeć miłośnicy sztuki w Bukareszcie, Ploeszti, Klużu i w Hamburgu. W 1966 została uhonorowana nagrodą Związku Artystów Plastyków Rumunii, a w 1985 Nagrodą Raffaelo.

## Galeria

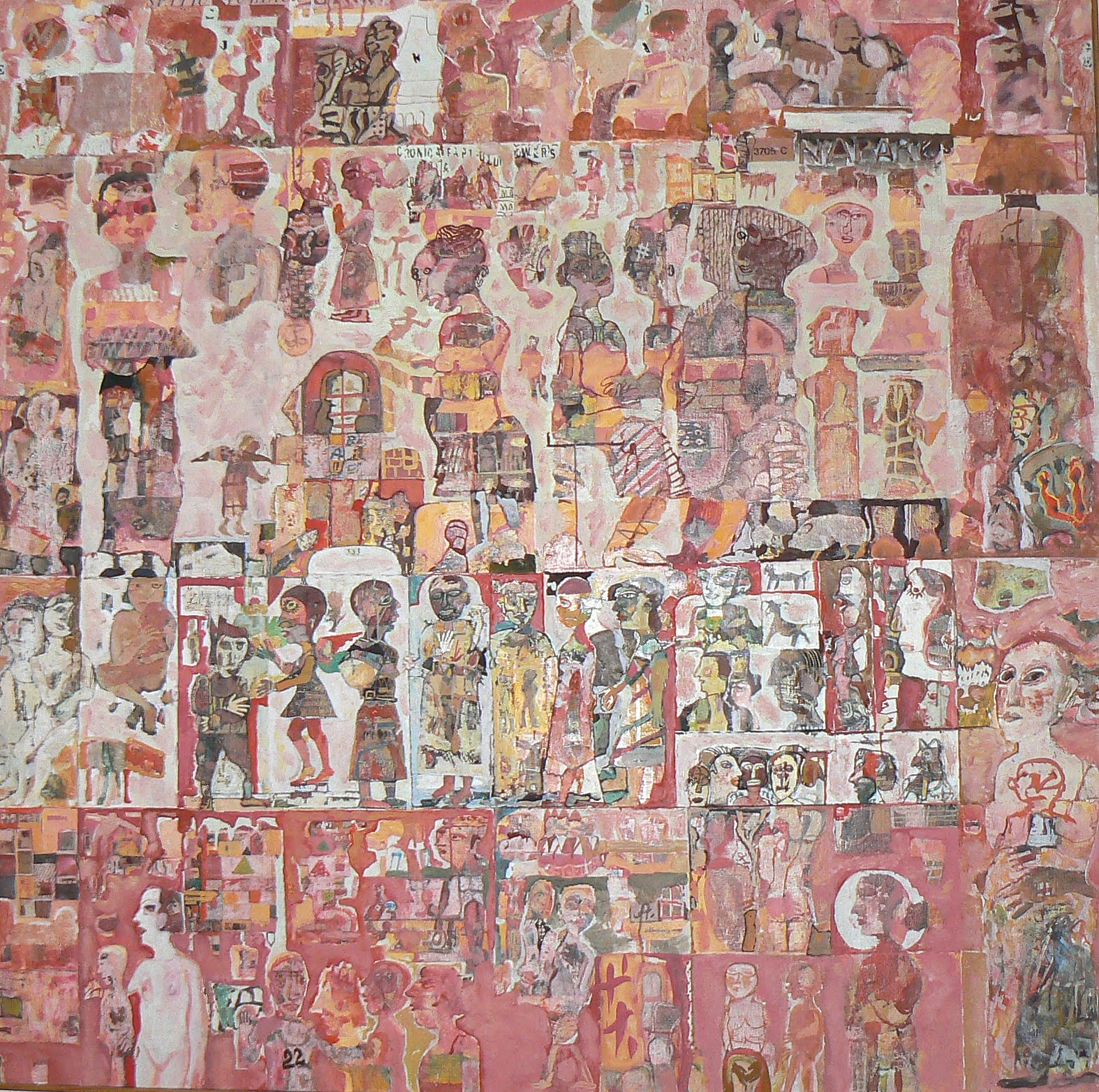
Rynek
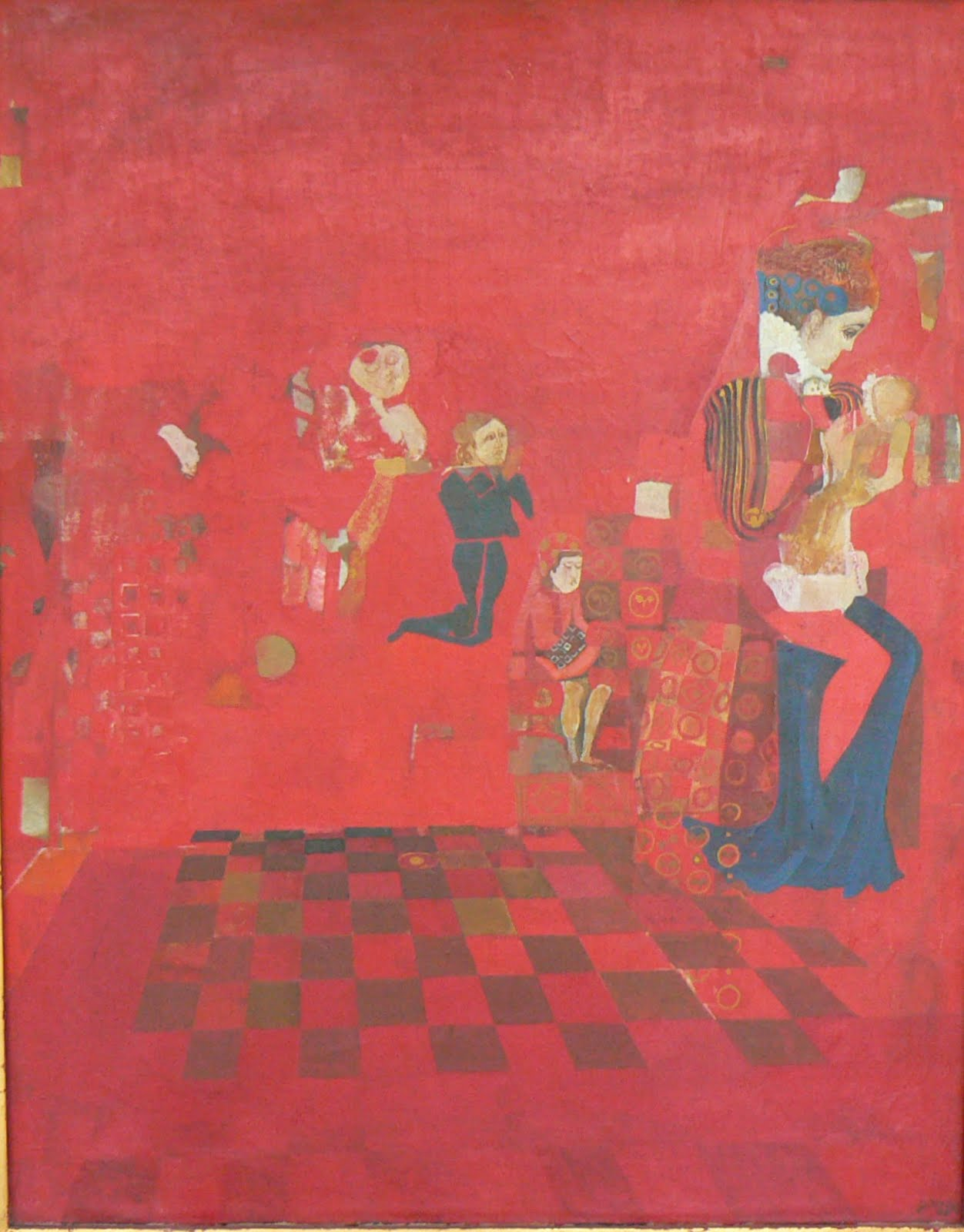
Legenda o domu rodzinnym
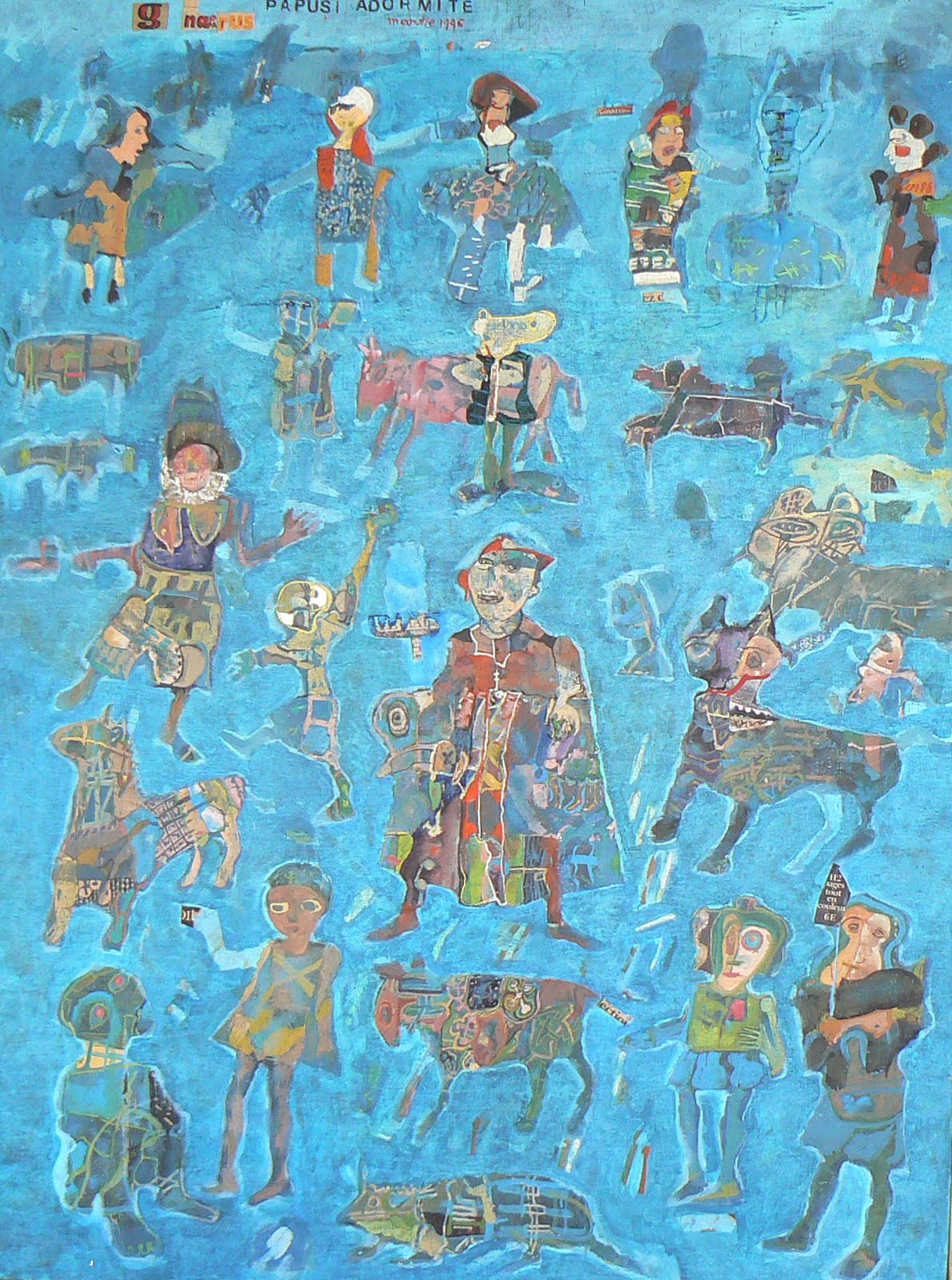
Śpiące lalki